# 勞維爾 (紐約州村)
勞維爾（英語：Lowville）是位於美國紐約州劉易斯縣的村。

## 人口
根據2020年美國人口普查的數據，勞維爾的面積為4.95平方千米，皆為陸地。當地共有人口3272人，而人口密度為每平方千米661人。